# Zarządzanie stresem
Zarządzanie stresem - znanym i najbardziej obiecującym podejściem do problemu zarządzania stresem w organizacji jest metoda prewencyjnego zarządzania stresem – „filozofia organizacji oraz zbiór zasad, kształtujący konkretne metody, które poświęcono zdrowiu jednostek i organizacji w celu ochrony jednostek i organizacji przed złymi skutkami stresu” Autorzy tej koncepcji opracowali pięć podstawowych zasad, na których powinno być oparte zapobiegawcze zarządzanie stresem.
1. Jednostka i organizacja są od siebie wzajemnie zależne - wydajność i zdrowie jednostki zależy od właściwości organizacji. Organizacja nie jest w stanie osiągnąć wysokiego poziomu produktywności oraz dynamizmu bez pracowników zdrowych oraz pełnych energii – musi istnieć wzajemne dopasowanie.
2. Stres organizacyjny i indywidualny nie jest nieunikniony - są pewne stereotypy, które twierdzą, iż stres to element sukcesu i postępu, jednakże ten sposób myślenia jest usprawiedliwieniem w przypadku braku aktywności w zarządzaniem stresem.
3. Zarządzający ponoszą odpowiedzialność za zdrowie jednostek i organizacji - w tym obszarze przewodzący organizacją powinni działać nie tylko z konieczności, ale także w ramach interesu własnego i firmy, ale bez narażania własnego zdrowia.
4. Organizacje powinny być dynamiczne i podlegać ciągłym nowelizacjom - zarówno w przypadku funkcjonowania jednostki. To co dawniej było przyczyną stresu w organizacji, teraz nią nie jest. Ważny jest stały wysiłek, który skierowano na problem zarządzania stresem oraz jego monitorowanie (skutki, przyczyny)
5. Każda jednostka i organizacja reaguje indywidualnie na sytuacje stresowe - to sformowanie ma bardzo ważne konsekwencje w praktyce - nie można mówić o najlepszej metodzie walki ze stresem, gdyż trzeba ją dopasować do indywidualnych możliwości jednostek oraz do właściwości organizacji.

Model ogólny zarządzania stresem powinien być przystosowany dla każdej firmy przy uwzględnieniu jej indywidualnych potrzeb, a także możliwości. To tzw. algorytm postępowania, który można w odpowiedni sposób modyfikować, tak by dopasować go do wielkości organizacji, rodzaju stresorów i dostępnych zasobów.
Narodowy Instytutu Bezpieczeństwa i Zdrowia w Pracy twierdzi, że schemat ogólny w programie zarządzania stresem powinien składać się z trzech głównych elementów:
- identyfikacja problemu
- interwencja
- ocena interwencji

## Etapy prewencyjnego zarządzania stresem
- usunięcie potencjalnych przyczyn stresu.
  - modyfikacja reakcji jednostki na zaistniałe sytuacje stresowe.
    - obniżenie poziomu złych skutków stresu.

Stosuje się strategie zarządzania stresem, które są ukierunkowane na jednostkę i na organizację
Są 4 grupy strategii skierowane na jednostkę związane:
- ze zmianą zachowania,
- z czynnikami psychologicznymi,
- z czynnikami fizjologicznymi / fizycznymi,
- ze zmianą miejsca pracy.

Istnieją 3 grupy strategii skierowane na organizacje i dotyczą zmiany charakterystyki:
- ról,
- zadań,
- organizacji.

Czasem nawet najlepsza strategia radzenia sobie ze stresem potrzebuje podjęcia działania, które będzie polegało na restrukturyzacji środowiska fizycznego, a nawet społecznego, które nas otacza.
W zarządzaniu stresem stawia się duży nacisk na eliminowanie jego źródła, modyfikowanie sposobu reakcji ludzi na sytuacje stresowe oraz na zminimalizowanie kosztów stresu. Działania te zapewniają, że poprawa stanu emocjonalnego jednostki usprawni funkcjonowanie całej organizacji. Wniosek jest taki, iż warto zainwestować czas, pieniądze i dużo wysiłku w program zarządzania stresem, by móc obserwować zadowolenie pracowników w sprawnej organizacji.